# Svart flygekorre
Svart flygekorre (Aeromys tephromelas) är en däggdjursart som först beskrevs av Albert Günther 1873.  Aeromys tephromelas ingår i släktet Aeromys och i tribus flygekorrar. IUCN kategoriserar arten globalt som otillräckligt studerad.
Inga underarter finns listade i Catalogue of Life. Wilson & Reeder (2005) skiljer mellan 2 underarter.

## Utseende
Svart flygekorre är liksom fläckig jätteflygekorre en stor flygekorre. Den blir 25,5 till 43 cm lång (huvud och bål), har en 28 till 53 cm lång svans och väger cirka 1,2 kg. Flygmembranen täcker en yta av ungefär 1600 cm² när den är utsträckt. Svart päls förekommer bara hos underarten Aeromys tephromelas tephromelas. A. t. phaeomelas har däremot orangeröd päls. Dessutom är undersidan hos båda underarter lite ljusare.

## Utbredning och habitat
Denna flygekorre förekommer i Sydostasien på södra Malackahalvön, på norra Sumatra och i tre från varandra skilda områden på Borneo. Arten vistas i låglandet och i bergstrakternas låga delar. Habitatet utgörs av olika slags skogar och trädgårdar. Individerna vilar i trädens håligheter och äter frukter, nötter och andra växtdelar.

## Ekologi
Arten är aktiv mellan skymningen och gryningen. På dagen vilar den i trädens håligheter. Svart flygekorre klättrar främst i träd och letar där efter föda som utgörs av frukter, nötter, unga växtskott, blad och troligen av några insekter. Dessutom kan den glida genom luften.
Per kull föds en enda unge. Hos närbesläktade flygekorrar diar ungarna sin mor tre till fyra månader och de blir självständiga ett år efter födelsen.